# Аргентина, 1985
«Аргентина, 1985» (ісп. Argentina, 1985) — художній фільм режисера Сантьяго Мітре спільного виробництва Аргентини та США, прем'єра якого відбулася у вересні 2022 року на 79-му Венеціанському кінофестивалі. Фільм отримав «Золотий Глобус» у категорії «Найкращий фільм іноземною мовою» та номінацію на премію «Гоя».

## Сюжет
Дія фільму відбувається в Аргентині 1985 року, невдовзі після відмови військової хунти від влади. Починається розслідування злочинів, які вчиняли військові, щоб зберегти владу. Головний герой картини — прокурор Хуліо Страссера, який веде цю справу в суді.

## В ролях
- Рікардо Дарін — Хуліо Страссера
- Пітер Ланзані — Луїс Морено Окампо[en]

## Прем'єра та сприйняття
Прем'єра «Аргентини, 1985» відбулася у вересні 2022 року на 79-му Венеціанському кінофестивалі. Фільм був загалом доброзичливо зустрінутий критиками. Прозвучала думка, що він «встає в один ряд із класичними судовими драмами, такими як „Нюрнберзький процес“ Стенлі Крамера та „Народ проти Ларрі Флінта“ Мілоша Формана».
Картина номінована на «Оскар» (фільм увійшов у шорт-лист з 15 номінантів у категорії Найкращий іноземний художній фільм та на премію «Гоя».